# Onthophagus barretti
Onthophagus barretti là một loài bọ cánh cứng trong họ Bọ hung (Scarabaeidae).